# Anchoa analis
Anchoa analis е вид лъчеперка от семейство Engraulidae.

## Разпространение и местообитание
Видът е разпространен в Мексико.
Среща се на дълбочина от 1 до 2 m.

## Описание
На дължина достигат до 10 cm.